# Eisschnelllauf-Mehrkampfweltmeisterschaft 1993
Die 51. Mehrkampfweltmeisterschaft der Frauen wurde am 6. und 7. Februar 1993 im Sportforum Hohenschönhausen im deutschen Berlin ausgetragen. Davon getrennt fand die 87. Mehrkampfweltmeisterschaft der Männer eine Woche später, am 13. und 14. Februar 1993, im Vikingskipet im norwegischen Hamar statt. Die beiden Weltmeistertitel gingen an die Deutsche Gunda Niemann und den Niederländer Falko Zandstra.

## Teilnehmende Nationen
Frauen
Das Teilnehmerfeld des Frauenmehrkampfes setzte sich aus 31 Sportlerinnen aus 16 Nationen zusammen. Die Pfeile geben an, wie sich die Mannschaftsgröße eines Landes gegenüber der vorherigen Ausgabe geändert hat.
- 3 Starterinnen:  Deutschland ↓,  Japan ↓,  Niederlande ↓,  Russland,  Vereinigte Staaten
- 2 Starterinnen:  Italien,  Norwegen,  Österreich,  Rumänien,  Volksrepublik China ↑
- 1 Starterin:  Finnland,  Kanada ↑,  Kasachstan,  Polen,  Schweden,  Südkorea ↑

Nicht mehr vertreten im Vergleich zum Vorjahr waren Athletinnen aus Frankreich. Insgesamt war das Feld um eine Teilnehmerin kleiner als 1992.
Männer
Im Männermehrkampf starteten 36 Sportler aus 21 Nationen.
- 3 Starter:  Deutschland ↓,  Japan ↓,  Niederlande ↓,  Norwegen ↓,  Schweden
- 2 Starter:  Italien,  Kanada ↑,  Österreich,  Russland ↑,  Vereinigte Staaten ↑
- 1 Starter:  Australien ↓,  Finnland,  Frankreich ↑,  Kasachstan,  Polen ↓,  Rumänien ↑,  Schweiz,  Südkorea ↑,  Tschechien 1,  Ukraine ↑,  Volksrepublik China ↑

Insgesamt war das Feld um zwei Teilnehmer größer als 1992.

## Wettbewerb

### Frauen
Zum dritten Mal in Folge wurde Gunda Niemann aus Deutschland Weltmeisterin im Mehrkampf. Sie setzte sich dabei mit drei Streckensiegen vor der Österreicherin Emese Hunyady und ihrer eigenen Teamkollegin Heike Warnicke durch. Bei der Europameisterschaft im Januar war Niemann über 500 Meter gestürzt und hatte beim Sieg Hunyadys lediglich den sechsten Rang im Gesamtklassement belegt. Dennoch galt die Deutsche als Titelfavoritin und übernahm nach zwei Distanzen die Führung in der Mehrkampfwertung, die sie bis zum Ende des Wettbewerbs verteidigte.
Die folgende Tabelle zeigt die zwölf bestplatzierten Sportlerinnen in der Gesamtwertung der Mehrkampf-WM an, die sich für die Finalteilnahme über 5000 Meter qualifiziert haben. Die Zahl in Klammern gibt die Platzierung je Einzelstrecke an, fett gedruckt ist die jeweils schnellste Zeit.
| Rang | Name                  | 500 Meter    | 1500 Meter       | 3000 Meter       | 5000 Meter       | Gesamt- Punkte |
| ---- | --------------------- | ------------ | ---------------- | ---------------- | ---------------- | -------------- |
| 01   | Gunda Niemann         | 41,80 s (6)  | 4:23,15 min (1)  | 2:06,60 min (1)  | 7:25,83 min (1)  | 172,441        |
| 02   | Emese Hunyady         | 41,31 s (3)  | 4:26,59 min (3)  | 2:06,67 min (2)  | 7:41,49 min (4)  | 174,113        |
| 03   | Heike Warnicke        | 42,82 s (16) | 4:23,64 min (2)  | 2:08,41 min (3)  | 7:33,48 min (3)  | 174,911        |
| 04   | Seiko Hashimoto       | 42,02 s (7)  | 4:33,57 min (11) | 2:08,94 min (4)  | 7:42,60 min (5)  | 176,855        |
| 05   | Mitsue Uehara         | 42,58 s (12) | 4:31,11 min (6)  | 2:10,79 min (8)  | 7:49,52 min (7)  | 178,313        |
| 06   | Mihaela Dascălu       | 41,70 s (5)  | 4:32,69 min (9)  | 2:11,19 min (9)  | 7:54,47 min (9)  | 178,325        |
| 07   | Carla Zijlstra        | 44,09 s (25) | 4:30,56 min (5)  | 2:12,31 min (16) | 7:32,38 min (2)  | 178,524        |
| 08   | Elena Belci-Dal Farra | 43,91 s (23) | 4:29,68 min (4)  | 2:11,45 min (11) | 7:43,72 min (6)  | 179,044        |
| 09   | Claudia Pechstein     | 42,89 s (19) | 4:32,60 min (8)  | 2:12,40 min (17) | 7:49,83 min (8)  | 179,439        |
| 10   | Ljudmila Prokaschowa  | 44,07 s (24) | 4:33,10 min (10) | 2:12,83 min (21) | 7:54,95 min (10) | 181,357        |
| 11   | Miki Ogasawara        | 44,72 s (29) | 4:31,40 min (7)  | 2:12,15 min (15) | 7:55,50 min (11) | 181,553        |
| 12   | Ye Qiaobo             | 40,41 s (1)  | 4:43,63 min (27) | 2:10,76 min (10) | 8:45,57 min (12) | 183,824        |

### Männer
Die Weltmeisterschaft in Hamar wurde im neu gebauten Vikingskipet als Test für die dort ein Jahr später stattfindenden olympischen Wettkämpfe ausgetragen und markierte zudem das 100-jährige Jubiläum der Norwegischen Eislaufunion, die im Februar 1893 in Hamar gegründet worden war. Vor etwa 13.500 überwiegend norwegischen Zuschauern setzte sich der niederländische Mehrkampfeuropameister Falko Zandstra gegen den heimischen Johann Olav Koss durch. Über 5000 Meter lief Zandstra Bahnrekord und etwa dreieinhalb Sekunden schneller als Koss, der wenige Wochen zuvor einen Weltrekord über diese Distanz aufgestellt hatte. Dieser Vorsprung reichte Zandstra, um Koss im Gesamtklassement auch auf den beiden letzten Strecken auf Abstand zu halten. Der Norweger, mit dessen Konterfei massiv für die WM geworben worden war, beschwerte sich anschließend über zu weiches Eis. Hinter Zandstra und Koss gewann mit Rintje Ritsma ein weiterer Niederländer die Bronzemedaille. Titelverteidiger Roberto Sighel belegte Rang sechs.
Die folgende Tabelle zeigt die zwölf bestplatzierten Sportler in der Gesamtwertung der Mehrkampf-WM an, die sich für die Finalteilnahme über 10.000 Meter qualifiziert haben. Die Zahl in Klammern gibt die Platzierung je Einzelstrecke an, fett gedruckt ist die jeweils schnellste Zeit.
| Rang | Name              | 500 Meter    | 5000 Meter       | 1500 Meter       | 10.000 Meter      | Gesamt- Punkte |
| ---- | ----------------- | ------------ | ---------------- | ---------------- | ----------------- | -------------- |
| 01   | Falko Zandstra    | 38,00 s (4)  | 6:43,86 min (1)  | 1:53,06 min (2)  | 13:51,09 min (3)  | 157,626        |
| 02   | Johann Olav Koss  | 38,17 s (6)  | 6:47,44 min (2)  | 1:52,53 min (1)  | 13:50,75 min (2)  | 157,961        |
| 03   | Rintje Ritsma     | 37,99 s (3)  | 6:50,01 min (4)  | 1:53,51 min (3)  | 14:04,31 min (4)  | 159,042        |
| 04   | Bart Veldkamp     | 39,39 s (18) | 6:47,91 min (3)  | 1:57,64 min (9)  | 13:46,34 min (1)  | 160,711        |
| 05   | Steinar Johansen  | 38,86 s (10) | 6:58,77 min (8)  | 1:55,81 min (4)  | 14:23,11 min (9)  | 162,495        |
| 06   | Roberto Sighel    | 38,13 s (5)  | 7:00,21 min (11) | 1:56,76 min (6)  | 14:28,88 min (12) | 162,515        |
| 07   | Jurij Schulha     | 39,05 s (11) | 7:00,32 min (12) | 1:57,38 min (7)  | 14:28,09 min (11) | 163,612        |
| 08   | Jewgeni Sanarow   | 39,86 s (23) | 6:57,05 min (5)  | 1:57,46 min (8)  | 14:18,33 min (5)  | 163,634        |
| 09   | Dezideriu Horváth | 39,52 s (20) | 6:58,22 min (7)  | 1:57,91 min (14) | 14:22,23 min (7)  | 163,756        |
| 10   | Kazuhiro Satō     | 39,94 s (24) | 6:57,67 min (6)  | 1:57,67 min (10) | 14:20,08 min (6)  | 163,934        |
| 11   | Toshihiko Itokawa | 40,12 s (28) | 7:01,51 min (13) | 2:01,64 min (30) | 14:26,29 min (10) | 166,131        |
| 12   | Per Bengtsson     | 41,03 s (35) | 7:00,07 min (10) | 2:00,06 min (27) | 14:22,29 min (8)  | 166,171        |